# Cochinoca
Cochinoca ist ein kleiner Bergwerksort im gleichnamigen Departamento Cochinoca in der Provinz Jujuy im äußersten Nordwesten Argentiniens. Die Siedlung liegt in der Puna auf 3552 Metern Höhe und hat 75 Einwohner (INDEC, 2001).

## Geschichte
Der Ort Cochinoca wurde Anfang des 17. Jahrhunderts gegründet und besaß gegen Ende jenes Jahrhunderts zwischen 600 und 800 Einwohner. Eine Reihe von infrastrukturellen Maßnahmen degradierte den zu präkolumbischen Zeiten wichtigen Bergwerksort im Laufe der Zeit zur Bedeutungslosigkeit. Vor den Spaniern führte der Handelsweg der Inka, der Camino del Inca, durch den Ort. Eine Zeit lang war Cochinoca die Departamentshauptstadt. Die Verlegung der Fernstraße am Ort vorbei hatte zur Folge, dass die Hauptstadtwürde für das Departamento von Cochinoca an Abra Pampa übergeben wurde. Die schwindende Bedeutung des Bergbaus und die Trassenführung der Eisenbahnlinie östlich am Ort vorbei ließen die Bevölkerung bis zum Jahre 1915 auf 45 Einwohner schrumpfen. Der Ort hat sich von seinem Funktionsverlust nie wieder erholt.